# El Camino : Un film Breaking Bad
Ne doit pas être confondu avec El Camino (album du groupe de rock The Black Keys).
Série
Better Call Saul
Pour plus de détails, voir Fiche technique et Distribution.
El Camino : Un film Breaking Bad (El Camino: A Breaking Bad Movie) est un film américain réalisé par Vince Gilligan, épilogue de la série télévisée Breaking Bad du même créateur, sorti en 2019 sur le service de streaming vidéo Netflix. Il est par la suite disponible sur AMC, la chaîne où ont été diffusés la série d'origine et son spin-off Better Call Saul,.
Après avoir été libéré par Walter White du repaire du gang de Jack où il était séquestré (dans l'épisode concluant la série Breaking Bad), Jesse Pinkman doit se réconcilier avec son passé pour pouvoir prétendre à un avenir plus radieux, alors qu'il se trouve traqué par les forces de l'ordre.

## Synopsis
Le récit commence par un flashback : une conversation entre Jesse Pinkman et Mike Ehrmantraut, dans un endroit reculé au bord d'une rivière. La scène se déroule au moment où Jesse décide d'arrêter définitivement la production de méthamphétamine (soit durant l'épisode Divergence de Breaking Bad). Il demande à Mike ce que ce dernier aurait fait à sa place, au même âge. Mike répond qu'il serait parti en Alaska, une idée que Jesse trouve attrayante, exprimant son désir de « corriger les erreurs ». Mike le met en garde, estimant par expérience que c'est une chose impossible.
Dans le présent, juste après sa libération du camp de Jack Welker (à la fin du dernier épisode de la série, Revenir et mourir), Jesse, méconnaissable à la suite de sa longue période de séquestration, se rend chez ses amis, Skinny Pete et Badger. Ceux-ci l'aident alors en cachant la Chevrolet El Camino ayant appartenu à Todd, puis en lui offrant l'hospitalité pour la nuit. Au réveil, Jesse, encore sous le choc de sa captivité traumatisante, cherche compulsivement à s'enfuir et menace ses amis de son pistolet, avant de se calmer quand ceux-ci lui affirment qu'il est en sécurité. Pendant que Jesse prend une douche et se rase, Pete et Badger apprennent par la télévision le calvaire qu'a subi leur ami. Jesse appelle Old Joe de la casse automobile pour qu'il le débarrasse de la El Camino activement recherchée par les forces de l'ordre. Mais Joe découvre qu'un traceur GPS est dans la voiture et ne veut donc plus prendre le risque, car les autorités sont susceptibles d'arriver d'un moment à l'autre, dans le cadre d'une traque de grande ampleur. Dans l'urgence, Skinny Pete élabore un plan astucieux : il confie les clés de sa Ford Thunderbird à Badger, lui demandant de l'abandonner au-delà de la frontière mexicaine, tandis que Jesse prendra la Pontiac Fiero de Badger pour s'échapper dans la direction opposée. Pete conserve la El Camino pour fournir un alibi en prétextant à la police avoir acheté cette voiture de renom à Jesse sans savoir qu'elle était recherchée ; pour parfaire la supercherie, il la gare ostensiblement devant la maison. Pete et Badger remettent chacun à Jesse la liasse de billets qu'ils ont reçue de Walter White et Pete lui donne également son indéboulonnable bonnet, pour l'aider à passer inaperçu ; quand Jesse lui demande pourquoi il fait tout ça, Pete répond qu'il est son héros. Jesse croise sur sa route une colonne de voitures de police se dirigeant tout droit vers la El Camino, mais personne ne le remarque au volant de la voiture et il passe incognito.
Plusieurs séquences en flashback (se déroulant durant l'ellipse de l'épisode L'Origine du mal) reviennent sur une journée particulière lors de la captivité de Jesse, séquestré dans une fosse en béton, sous le commandement à la fois impitoyable et affable de Todd (il lui parle littéralement de la pluie et du beau temps, lui fait passer une cigarette allumée...). Ce dernier avait alors sollicité l'aide de Jesse pour un motif d'abord non précisé, en l'absence du reste du gang ; Jesse ne put qu'accepter, étant à ce stade psychologiquement brisé, et toujours sous la menace d'une « visite » au petit Brock (après le meurtre de sa mère Andrea en représailles de sa tentative d'évasion). Il s'avéra que Todd avait assassiné sa femme de ménage après que celle-ci a découvert la cachette de son pécule dans les volumes d'une encyclopédie. Jesse l'avait alors, à contrecœur, aidé à faire disparaître le corps en plein désert. Après l'enterrement, alors que Todd, relâchant sa vigilance, avait demandé à Jesse d'aller chercher un paquet de cigarettes dans la boîte à gants, celui-ci s'était emparé de son pistolet, mais s'était ensuite montré incapable de s'en servir, étant à ce stade totalement soumis à Todd qui le manipulait sans effort ; Jesse s'était résigné à lui rendre l'arme, en larmes. À la suite de cette péripétie, Todd avait dit à Jesse qu'il allait trouver un moyen plus ingénieux de cacher ses liasses de billets, tenant toujours à les garder à son domicile.
De retour dans la narration principale, Jesse se rend à l'appartement de Todd, mis sous scellés par la police. À la recherche de l'argent, il passe toute la nuit à fouiller l'appartement sans rien trouver. Jesse apprend par la télévision que ses parents le supplient de se rendre. Frustré et ne sachant plus quoi faire, Jesse s'assied au sol dans la cuisine ; se cognant la tête de dépit contre le réfrigérateur, il entend quelque chose bouger : il trouve alors les liasses dissimulées dans la porte. Mais c'est alors que deux hommes portant un coupe-vent de la police arrivent de manière impromptue. Il tente d'abord de négocier sa fuite en les menaçant de son arme, mais est trop fragilisé psychologiquement pour leur tenir tête, et se résigne à l'arrestation. Comme ils n'utilisent pas de menottes et veillent à rester discrets, Jesse comprend alors qu'ils ne sont pas des policiers, mais des truands qui cherchent aussi l'argent de Todd. Terrifié à l'idée de retourner en captivité, il propose de leur montrer où se trouve le magot, puis parvient à négocier pour le partager en trois parts égales, cette fois suffisamment revigoré pour leur tenir tête malgré la menace d'une arme à bout portant : il déclare avec aplomb que sans cet argent il est mort de toute façon, et que s'ils décidaient de le tuer il leur faudrait également tuer le concierge inquisiteur et tous les autres témoins. Alors que Jesse et les deux individus quittent l'appartement, Jesse reconnaît la camionnette d'une compagnie de soudure, Kandy Welding, et réalise que l'un des deux hommes, Neil, s'était chargé de confectionner le système de fixation qui le maintenait captif lorsqu'il produisait de la méthamphétamine pour le gang (un bref flashback montre une scène de torture psychologique survenue à cette occasion, quand l'un des membres du gang a ordonné à Jesse de tenter de toutes ses forces de se libérer de ce système, afin d'en vérifier la solidité).
Jesse retrouve Ed, le représentant en aspirateurs spécialisé en relocalisation de criminels en fuite, qui devait s'occuper de relocaliser Jesse (épisode Confessions), mais celui-ci s'était alors désisté au dernier moment (en comprenant qu'il avait été floué par Walter White et Saul Goodman). Mais l'homme se montre extrêmement prudent et intransigeant : quand Jesse lui présente la somme 125 000 $ (correspondant au montant de sa prime forfaitaire, comme spécifié par Saul Goodman dans l'épisode Seul contre tous), il estime que cette somme est due pour la « précédente » prestation, et exige l'ajout d'un montant identique pour s'occuper de la situation présente. En réunissant tout l'argent dérobé chez Todd, ainsi que les liasses de billets données par Pete et Badger, il arrive à un total de 248 200 $, si bien qu'il lui en manque 1 800. Ed refuse catégoriquement de procéder, allant jusqu'à appeler la police pour faire fuir Jesse et maintenir sa propre couverture (même s'il s'arrange ensuite pour diriger la police sur une fausse piste).
Jesse appelle ses parents, qui de nouveau l'exhortent à se rendre à la police. Jesse leur demande de venir le chercher à un endroit qu'eux seuls connaissent, où ils l'emmenaient pique-niquer durant son enfance. Il leur dit par la même occasion qu'ils ont fait de leur mieux, qu'ils ne sont pas responsables de ce qu'il est devenu. Ses parents partis au point de rendez-vous convenu (suivis par la police qui avait mis leur ligne téléphonique sur écoute), Jesse en profite alors pour entrer dans leur maison, et ouvre leur coffre-fort (le code, qu'il devine après plusieurs tentatives, étant la date d'anniversaire de son petit frère), lequel à défaut d'argent contient les armes de son grand-père, deux pistolets de petit calibre.
Jesse se rend ensuite aux locaux de la société de soudure Kandy Welding, où les deux truands ont organisé une fête avec de la drogue et des prostituées pour profiter de leur nouveau pactole. Il patiente dehors jusqu'au départ des prostituées et demande alors à Neil et son complice Casey de lui fournir les 1 800 $ qui lui manquent. Alors que Casey proteste, Neil, voyant la frêle arme à la ceinture de Jesse (un calibre .22 soit une arme au potentiel létal limité), propose un duel à celui-ci (estimant être en position de force vu qu'il possède une arme de calibre .45), le vainqueur remportant la part de l'autre. Jesse accepte, mais tue Neil en utilisant le deuxième pistolet qu'il gardait caché dans la poche gauche de sa veste. Casey commence à tirer sur Jesse, mais ce dernier riposte et le tue. Il force ensuite les hommes restants, sous la menace des armes, à lui laisser leurs permis de conduire (de façon à s'assurer de leur silence en connaissant les adresses précises de leurs familles) et à s'enfuir, puis récupère la totalité de la part du butin de Neil. Il détruit finalement les locaux en enflammant les bouteilles de gaz de leur matériel pour couvrir ses traces.
Une séquence en flashback montre Walter et Jesse déjeunant dans un restaurant après la production d'un lot de méthamphétamine dans leur camping-car (la séquence est donc située chronologiquement au début de leur coopération, durant l'escapade relatée dans l'épisode Seuls au monde). Walt suggère à Jesse de reprendre des études, puis lui dit : « T'as vraiment d’la veine, toi, tu sais ? T'as pas dû attendre toute ta vie pour vivre un truc qui sort de l'ordinaire. »
Jesse peut enfin payer Ed, qui le fait passer en contrebande en Alaska et le dirige vers la ville de Haines. Jesse tend à Ed une lettre à poster à Brock que celui lui propose de poster depuis Mexico lors d'un de ses prochains voyages pour tromper la police. Alors que Jesse part pour commencer sa nouvelle vie avec sa nouvelle identité en tant que « M. Driscoll », il a une vision de Jane à ses côtés, puis se remémore une escapade passée avec la jeune femme. Il lui avait alors dit être fasciné par une pensée qu'elle avait exprimée précédemment : « Aller là où l'univers t'emmène » ; mais elle lui avait répondu que c'était métaphorique, et que c'est en fait une philosophie atroce : « Toute ma vie, je suis allée là où l'univers m'a emmenée. Il faut prendre ce genre de décision soi-même. » Le film se termine sur le visage de Jesse au volant de sa voiture sur les routes enneigées de l'Alaska, heureux et en paix.

## Fiche technique
Sauf indication contraire, les informations mentionnées dans cette section peuvent être confirmées par la base de données cinématographiques IMDb,  présente dans la section « Liens externes ».
- Titre français : El Camino : Un film Breaking Bad
- Titre original : El Camino: A Breaking Bad Movie
- Réalisation : Vince Gilligan
- Scénario : Vince Gilligan
- Direction artistique : Michael Gowen
- Décors : Jessica Clark et Ashley Michelle Marsh
- Photographie: Marshall Adams
- Costumes : Deb Downing et Solange Astrid Guerrero
- Musique : Dave Porter
- Production : Mark Johnson, Melissa Bernstein, Charles Newirth, Vince Gilligan et Aaron Paul
  - Producteur exécutive : Diane Mercer
  - Coproducteur : Jean Carroll
- Sociétés de production : AMC, Netflix et Sony Pictures Television
- Sociétés de distribution : Netflix et AMC
- Pays d'origine :  États-Unis
- Langue originale : anglais
- Format : couleur
- Genre : drame, action, thriller
- Durée : 122 minutes
- Date de sortie : Monde : 11 octobre 2019 (sur Netflix)

## Distribution
Sauf indication contraire, les informations mentionnées dans cette section peuvent être confirmées par la base de données cinématographiques IMDb,  présente dans la section « Liens externes ».
- Aaron Paul (VF : Alexandre Gillet) : Jesse Pinkman
- Bryan Cranston (VF : Jean-Louis Faure) : Walter White
- Jonathan Banks (VF : Féodor Atkine) : Mike Ehrmantraut
- Jesse Plemons (VF : Yoann Sover) : Todd Alquist
- Charles Baker (VF : Cédric Dumond) : Skinny Pete
- Matt L. Jones (VF : Jérôme Pauwels) : Badger
- Robert Forster (VF : Patrick Raynal) : Ed Galbraith
- Scott MacArthur (VF : David Krüger) : Neil
- Scott Shepherd (VF : Franck Capillery) : Casey
- Kevin Rankin (VF : Emmanuel Karsen) : Kenny
- Larry Hankin (VF : Mario Pecqueur) : le vieux Joe
- Tess Harper (VF : Martine Irzenski) : Mme Pinkman
- Michael Bofshever (VF : Guy Lamarque) : M. Pinkman
- Krysten Ritter (VF : Kelly Marot) : Jane Margolis
- David Mattey : Clarence
- Marla Gibbs (VF : Frédérique Cantrel) : Jean

Version française
Studio de doublage : Dubbing Brothers
Direction artistique : Guillaume Orsat
Adaptation : Sébastien Michel
Il s'agit du dernier rôle de Robert Forster, mort le jour même de la sortie du film des suites d'un cancer. Il interprète son personnage d'Ed Galbraith une dernière fois dans une scène de la cinquième saison de Better Call Saul, tournée au même moment que le long métrage.
David Mattey, qui joue Clarence, l'imposant agent de sécurité fournissant Neil et Casey en cocaïne et en prostituées, est apparu brièvement dans l'épisode 9 (Pimento) de la première saison de Better Call Saul, vraisemblablement dans le même rôle (crédité « Man Mountain » en référence au surnom qui lui est donné dans une réplique). Recruté par Daniel Wormald pour assurer sa protection lors de sa première transaction avec Nacho Varga, il est mis en fuite par Mike Ehrmantraut après que celui-ci a aisément maîtrisé le troisième garde du corps, joué par Steven Ogg et lui aussi d'un gabarit impressionnant.

## Accueil
En France, le site Allociné recense une moyenne des critiques spectateurs de 3,6/5.